# Ortwin Brodt
Ortwin Brodt (* 31. August 1916 in Bonn; † 27. November 1989 in Rod am Berg) war ein deutscher Philologe, Pädagoge und Esperantist.

## Leben
Brodt war Sohn des Lehrers Wilhelm Kaspar Brodt und dessen Frau Irmgard. Er verlebte seine Kindheit in Steinbach bei Haiger und lernte ab 1923 in einer Rödelheimer Schule. Von 1927 bis 1935 besuchte er das Goethe-Gymnasium in Frankfurt am Main und bestand dort das Abitur. Danach studierte er an der Frankfurter Universität Germanistik und klassische Philologie. 1939/40 promovierte er zum Dr. phil.
1939 wurde er zum Kriegsdienst einberufen. Er kam nach Afrika und geriet in der Sahara in Kriegsgefangenschaft. 1947 kehrte er zurück.
Brodt lehrte am Gymnasium zu Dillenburg. Er begann als Referendar, wurde Studienassessor, 1953 Studienrat und 1957 Oberstudienrat und Leiter des Pädagogischen Anstaltsseminars. Von 1957 bis 1981 leitete er das Gymnasium Philippinum Weilburg. Er richtete Klassen für Absolventen der Mittelschulen ein. Diese vertikale Durchlässigkeit war damals noch nicht selbstverständlich.
Brodt war Unterbezirksvorsitzender der SPD, Mitglied des Kreistags und von 1968 bis 1972 Vorsitzender des Kreistags Altkreis Limburg.
Seine vielseitige ehrenamtliche Arbeit wurde 1982 durch die Verleihung des Bundesverdienstkreuzes gewürdigt.
Brodt war seit 1948 mit Gudrun Marx aus Dillenburg verheiratet.

## Esperanto
Im Alter von 16 Jahren erlernte Brodt in Frankfurt am Main das Esperanto. Er fuhr per Fahrrad 1934 zum Esperanto-Weltkongress nach Stockholm.

Über seine Arbeit an der Germana Antologio (Deutsche Anthologie), einer Sammlung von ins Esperanto übertragenen Werken der deutschen Literatur von den frühesten Zeiten bis 1230, schreibt Helmut Rössler, einer der Übersetzer:
„Dort verdeutlichen seine literaturhistorischen Überblicke und einführenden Worte vorbildlich den Geist der verschiedenen Epochen. Be ider Auswahl und der Korrektur der Texte, bei den gegenseitigen Besuchen und Gesprächen mit dem Herausgeber beeindruckte mich Dr. Brodt als fachlich kompetenter, kritisch begleitender und stets hilfsbereiter freundlicher Mensch.“
Brodt war aktives Mitglied in der Esperanto-Gesellschaft Frankfurt am Main (EGF).
Bei der Beerdigung würdigte Egon Kiefer im Namen des DEB, der EGF, der UEA und der GEFA (Eisenbahner-Esperantisten) sein Wirken. Er hob seine Friedensliebe und sein Streben nach einer besseren Verständigung über Ländergrenzen hinweg hervor.

## Werke
- Untersuchungen von sprachlichen Bezeichnungen der Zusammengehörigkeit in Wolframs[5] Werk. Diss. Frankfurt a. M., 1939.
- Gymnasium im Wandel. In: Festschrift zur Einweihung des Neubaus. Weilburg 1965, S. 35–37.
- Bildung ist Kapital (Schulwesen). In: Eine Handvoll Welt Der Oberlahnkreis. Weilburg 1967, S. 125–130.[6]

- Redaktion: Germana Antologio. Bleicher Verlag, Gerlingen 1985.